# Кабиліський сільський округ
Кабилі́ський сільський округ (каз. Қабылиса ауылдық округі, рос. Кабылисский сельский округ) — адміністративна одиниця у складі Коксуського району Жетисуської області Казахстану. Адміністративний центр — село Актекше.
Населення — 1295 осіб (2021; 1199 у 2009, 1665 у 1999, 2175 у 1989).
Станом на 1989 рік існувала Кизилбулацька сільська рада (села Актекше, Кокбастау, Малайсари, ОТФ-1, ОТФ-2).

## Склад
До складу округу входять такі населені пункти:
| Населений пункт | Населення, осіб (1989) | Населення, осіб (1999) | Населення, осіб (2009) | Населення, осіб (2021) |
| --------------- | ---------------------- | ---------------------- | ---------------------- | ---------------------- |
| Актекше, село   | 1231                   | 865                    | 851                    | 829                    |
| Кокбастау, село | 640                    | 800                    | 348                    | 466                    |
| Малайсари, село | 53                     | -                      | -                      | -                      |
| ОТФ-1, село     | 91                     | -                      | -                      | -                      |
| ОТФ-2, село     | 160                    | -                      | -                      | -                      |